# Wil van Beveren
Wijnand van Beveren, detto Wil (Haarlem, 28 dicembre 1911 – Emmen, 5 ottobre 2003), è stato un velocista olandese.

## Biografia
Partecipò ai Giochi olimpici di Berlino 1936 raggiungendo la finale dei 200 metri che concluse al sesto posto; nella gara sui 100 metri venne eliminato in semifinale, mentre la staffetta 4×100 metri, dopo aver vinto la propria semifinale, venne squalificata nel corso della finale per cambio irregolare.
Nel 1938 ottenne un quarto posto sui 100 metri ai campionati europei. Fu due volte campione nazionale sui 200 metri (1937 e 1939) e una sui 100 m (1939).
Ritiratosi dalle competizioni, dopo la Seconda guerra mondiale divenne giornalista collaborando con il settimanale Sport & Sportwereld e con il Drentse Courant. I suoi due figli, Jan van Beveren e Wil van Beveren Jr., sono stati calciatori professionisti.

## Palmarès
| Anno | Manifestazione  | Sede    | Evento                | Risultato  | Prestazione | Note  |
| ---- | --------------- | ------- | --------------------- | ---------- | ----------- | ----- |
| 1936 | Giochi olimpici | Berlino | 100 metri             | Semifinali | 10"8        | [ 1 ] |
| 1936 | Giochi olimpici | Berlino | 200 metri             | 6º         | 21"9        | [ 2 ] |
| 1936 | Giochi olimpici | Berlino | Staffetta 4×100 metri | Squal.     |             | [ 3 ] |